# 과천초등학교
과천초등학교(果川初等學校)는 대한민국 경기도 과천시 중앙동에 있는 공립 초등학교로, 이 학교는 일제 시대였던 1912년 4월 1일에 경기과천공립소학교로 첫 개교하였다.

## 학교 연혁
- 1912년 2월 14일 : 설립 인가
- 1912년 4월 1일 : 과천공립소학교(4년제)로 개교(3학급 편성)
- 1912년 7월 20일 : 과천공립보통학교로 개칭
- 1922년 4월 1일 : 6년제 개편
- 1938년 4월 1일 : 과천공립심상소학교로 개칭
- 1941년 4월 1일 : 과천공립국민학교로 개칭
- 1945년 9월 1일 : 초대 오병선 교장 부임
- 1981년 3월 1일 : 병설유치원 개원(1학급)
- 1982년 9월 1일 : 문원국민학교(711명) 분리 이관
- 1983년 3월 1일 : 청계국민학교(478명) 분리 이관
- 1984년 3월 1일 : 관문국민학교(644명) 분리 이관
- 1996년 3월 1일 : 과천초등학교로 개칭
- 2012년 4월 1일 : 개교 100주년 기념 행사
- 2016년 1월 29일 : 과천백년체육관 개관
- 2019년 3월 1일 : 제 23대 김진숙 교장 취임
- 2020년 11월 16일 : 별관 증개축동 준공
- 2021년 1월 7일 : 제 107회 졸업식(101명, 누계 16,203명)
- 2021년 2월 28일 : 1학년 6학급 신나는교실 완공
- 2021년 3월 1일 : 28학급 편성, 특수 1학급 (총 733명)/병설유치원 3학급(총 44명)

## 참고 자료
- 과천초등학교 - 한국교육학술정보원 학교알리미